# Гомоморфизм
Гомоморфизм (от др.-греч. ὁμός — равный, одинаковый и μορφή — вид, форма) — это морфизм в категории алгебраических систем, то есть отображение алгебраической системы А, сохраняющее основные операции и основные отношения.

## Определение
Отображение {\displaystyle f\colon G_{1}\to G_{2}} называется гомоморфизмом групп {\displaystyle (G_{1},*)}, {\displaystyle (G_{2},\times )}, если оно одну групповую операцию переводит в другую: {\displaystyle f(a*b)=f(a)\times f(b)}, то есть образ произведения равен произведению образов.
Понятие гомоморфизма как соотношение между парой алгебраических систем начало использоваться в работах немецкого математика Фробениуса, а обобщённое определение было сформулировано Эмми Нётер в 1929 году. Частными случаями гомоморфизма являются изоморфизм и автоморфизм. Некоторая общая теория, уточняющая понятия гомоморфизма, изоморфизма и морфизма, предложена известной группой французских математиков Николя Бурбаки в их книге «Теория множеств» (Глава IV, § 2).

## Связанные определения
- Гомоморфный образ — образ математического объекта, имеющего структуру полугруппы, группы, кольца, алгебры при гомоморфном отображении. Иногда говорят и о гомоморфных образах других математических объектов, например, графов.
- Ядро гомоморфизма
  - для гомоморфизма абелевых групп (в частности, для колец, векторных пространств и т. д.) — прообраз нуля,
  - для общих групп — прообраз единицы.

## Свойства
Ядро гомоморфизма является нормальной подгруппой. Гомоморфный образ группы изоморфен факторгруппе по ядру гомоморфизма (теорема о гомоморфизме).

## Типы гомоморфизмов
- Мономорфизм — однозначный (инъективный) гомоморфизм
- Эпиморфизм — сюръективный гомоморфизм
- Биморфизм — взаимно однозначный (биективный) гомоморфизм
- Изоморфизм — гомоморфизм с наличием обратного гомоморфизма
- Эндоморфизм — гомоморфизм в само множество
- Автоморфизм — изоморфизм на само множество